# Lepietnica (dopływ Czarnego Dunajca)
Lepietnica – potok, dopływ Czarnego Dunajca. Jest ciekiem 4 rzędu o długości 19 km. Ma źródła w Gorcach, na zachodnich stokach Turbacza. Najwyżej położone znajdują się na wysokości około 1240 m. Spływa w zachodnim, a niżej w południowo-zachodnim kierunku przez miejscowość Obidowa, a następnie Klikuszowa, w której wypływa na Kotlinę Nowotarską. Przepływa przez miejscowości Lasek, Nowy Targ i Ludźmierz, w którym uchodzi do Czarnego Dunajca jako jego lewy dopływ. Następuje to na wysokości 599 m.
Głęboką dolinę w górnym biegu Lepietnicy tworzą dwa grzbiety Turbacza: od północnej strony jest to grzbiet ciągnący się przez Obidowiec po Kulakowy Wierch, od południowej grzbiet, który poprzez Bukowinę Miejską i Bukowinę Obidowską opada w Klikuszowej do Kotliny Nowotarskiej. Z grzbietów tych do Lepietnicy spływa wiele potoków: Obidowiec, Grzeszów, Łaniówka, Potok Kubicków, Białoniowski Potok, Węgrów Potok i Łazienowski Potok. W dolnej części do Lepietnicy uchodzą także potoki spływające ze stoków Beskidu Orawsko-Podhalańskiego (Obroczna i Charczynka), tak więc zlewnia Lepietnicy znajduje się w trzech mezoregionach geograficznych: Gorce, Kotlina Nowotarska i Beskid Orawsko-Podhalański.
Doliną Lepietnicy przez miejscowość Obidowa prowadzi szosa. Powyżej ujścia Obidowca droga prowadząca wzdłuż górnego biegu Lepietnicy staje się już tylko droga leśną. Stoki doliny porasta las świerkowy, a Lepietnica w górnym biegu tworzy liczne bystrza i progi skalne, na których woda spływa z szumem. Od tego pochodzi nazwa potoku; w dawnej gwarze podhalańskiej słowo lepietać oznaczało łoskotać, szumieć.
W dolinie Lepietnicy (w miejscowości Obidowa) znajduje się stanowisko bardzo rzadkiego w Polsce gatunku paproci – widlicza Isslera. Gdzieniegdzie znajdują się przy jej korycie niewielkie polany i młaki z wełnianką.
W 1841 r. w tomie „Dniestrzanka” Ludwik Kamiński opublikował wierszowany utwór pt. „Rzeka Lepietnica. Powiastka gminna górali z Opatowszczyzny”, który opatrzył następującą notą: Rzeka Lepietnica, z gór zwanych Gorcem, leżących na północ od miasteczka Nowego-Targu (w Sandeckiém) swój wypływ bierze, i łączy się we wsi Ludzimierzu z Czarnym Dunajcem. Wieść między ludem tamtejszym niesie, że góralka od kochanka opuszczona, z rozpaczy dziecię po nim pozostałe w Lepietnicy utopić przedsięwzięła. Zamysł swój wyspowiadała miejscowemu księdzu, co tenże pochwalił, a przewidując, że miłość matki zaniechać każe uczynku, polecił jej tylko jak najostrzej, by przed utopieniem dziecię trzy razy w prawe lice pocałowała. Uczyniła to stroskana matka i odezwało się przywiązanie, miłość ku dziecięciu, a ręce zamysłem grzechu zbrudzone, obmyła w rzéce. Odtąd, jak mówią górale, Lepietnica płynie najczęściej mętna i brudna.

## Przypisy

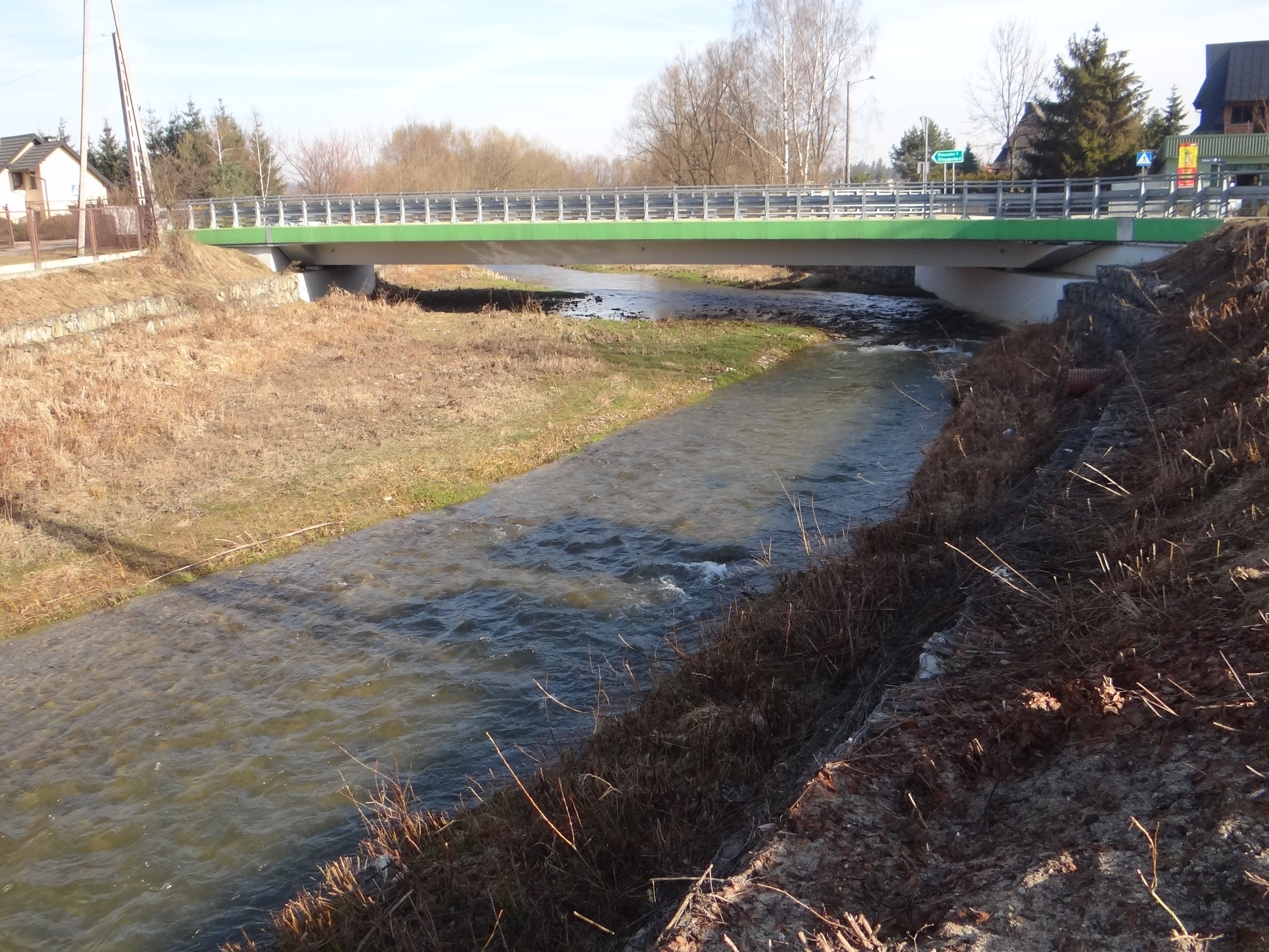
Lepietnica w Ludźmierzu